# Tour de France 2019/18. Etappe
Die 18. Etappe der Tour de France 2019 fand am 25. Juli 2019 statt. Die 208 Kilometer lange Berg-Etappe führte von Embrun nach Valloire. Das Fahrerfeld musste dabei den Col de Vars, Col d’Izoard sowie den Col du Galibier überqueren und rund 5200 Höhenmeter überwinden, die schwerste Etappe der Tour. Der Däne Søren Kragh Andersen (Team Sunweb) trat aufgrund von Sitzproblemen nicht mehr zur Tour an. Auch der Österreicher Lukas Pöstlberger von Bora-hansgrohe trat nicht mehr zur Tour an. Der Etappenstart war um 11:10 Uhr am Plan d’eau d’Embrun am Ufer des Lac de Serre-Ponçon, der scharfe Start erfolgte um 11:29 Uhr nordöstlich von Crots.

## Rennverlauf
Es gab mehrere erfolglose Ausreißversuche. Beim Zwischensprint in Les Thuiles konnte sich eine 34-köpfige Ausreißergruppe bilden: Dylan Van Baarle, Maximiliano Richeze, Romain Bardet, Mickaël Chérel, Mathias Frank, Damiano Caruso, Matthieu Ladagnous, Nairo Quintana, Andrey Amador, Carlos Verona, Gorka Izagirre, Alexei Luzenko, Amund Grøndahl Jansen, Mike Teunissen, Alberto Bettiol, Michael Woods, Adam Yates, Daryl Impey, Christopher Juul-Jensen, Greg Van Avermaet, Simon Geschke, Serge Pauwels, Sergio Henao, Julien Bernard, Nikias Arndt, Lennard Kämna, Pierre-Luc Périchon, Stéphane Rossetto, Tiesj Benoot, Jasper De Buyst, Tim Wellens, Paul Ourselin, Nils Politt und Amaël Moinard. Beim Anstieg zum Col de Vars hatte die Spitzengruppe einen Vorsprung von knapp 6 Minuten und mit einem Rückstand von 7:30 Minuten überquerte das Peloton den Col de Vars.
Rund 93 Kilometer vor dem Ziel beschlossen Greg Van Avermaet und Julien Bernard in die Offensive zu gehen und setzten sich von der Spitzengruppe ab. Das Spitzenduo hatte mit dem Anstieg zum Col d’Izoard, die dritte Bergwertung der Etappe, einen Vorsprung von über einer Minute auf die Verfolgergruppe. Auf dem Weg zur dritten Bergwertung konnte Van Avermaet das Tempo nicht mithalten und Bernard fuhr als Solist den restlichen Berganstieg. Währenddessen bildete sich eine neue Verfolgergruppe aus neun Fahrern: Quintana, Bardet, Luzenko, Adam Yates, Woods, Pauwels, Bennoot, Caruso und Kämna versuchten nun die beiden Fahrer einzuholen. Das Hauptfeld wurde indes kleiner, da die Teams Bora-hansgrohe und Movistar das Tempo forcierten. Bernard hatte zur Verfolgergruppe einen Vorsprung von etwa einer halben Minute, das Hauptfeld hatte rund 5 Minuten Rückstand zum Führenden. Kurz vor dem Gipfel wurde der Soloversuch von Bernand ein Ende bereitet. Der Italiener Damiano Caruso und der Franzose Romain Bardet überholten ihn.
Am Fuße des Col du Galibier, die letzte Bergwertung der Etappe, fuhr nun eine elfköpfige Spitzengruppe mit Bardet, Chérel, Caruso, Quintana, Luzenko, Woods, Adam Yates, Pauwels, Kämna, Benoot und Bernard. Die Favoritengruppe um Julian Alaphilippe, Egan Bernal, Emanuel Buchmann, Geraint Thomas, Mikel Landa, Thibaut Pinot und Steven Kruijswijk hatte zu dem Zeitpunkt einen Rückstand von etwa 5:30 Minuten. Während des Anstiegs zur letzten Bergwertung teilten sich mehrere Gruppen auf, die Spitzengruppe verkleinerte sich auf sieben Fahrer. Dann verschärfte Caruso rund 9 Kilometer vor dem Gipfel das Tempo. Während Bardet, Luzenko, Woods und Quintana ihn folgen konnten, verloren Kämna und Adam Yates den Anschluss. Dann attackierte Luzenko etwa 8 Kilometer vor dem Gipfel, seine Verfolger konnten ihn wieder stellen. Kurz darauf konnte sich Quintana mit einem schnellen Antritt von der Spitzengruppe absetzen. Bardet und Luzenko versuchten ihn einzuholen. Bei der Überquerung des Gipfels hatte Quintana einen Vorsprung von etwa 1:30 Minuten zu Bardet, die Verfolger versuchten den Abstand kleinzuhalten. In der Favoriten-Gruppe attackierte Bernal und konnte sich erfolgreich absetzen. Rund 1 Kilometer vor dem Gipfel ging sein Teamkollege Geraint Thomas in die Offensive und versuchte sich ebenso abzusetzen, Buchmann, Kruijswijk, Landa und Pinot konnten ihn allerdings wieder stellen. Alaphilippe hatte allerdings Probleme, es tat sich eine Lücke von mehreren Sekunden auf. Am Gipfel hatte Bardet 1:45 Minuten Rückstand zum Führenden, Luzenko einige Sekunden dahinter. Bernal mit etwa 5:30 Minuten Rückstand zum Führenden, die Favoriten-Gruppe hatte über 6 Minuten Rückstand und Alaphilippe überquerte knapp 20 Sekunden später den Gipfel. Alaphilippe konnte in der Abfahrt den Anschluss der Favoriten-Gruppe wieder herstellen.
Der Kolumbianer Nairo Quintana gewann die Etappe, sein Sololauf war erfolgreich. Zweiter wurde Romain Bardet (+ 1:35 Minuten), Alexei Luzenko überquerte als Dritter die Ziellinie (+ 2:28 Minuten). Egan Bernal (Platz 8, + 4:46 Minuten), der 32 Sekunden zu Alaphilippe gut machen konnte, verbesserte sich auf Platz 2 im Gesamtklassement – mit 1:30 Minuten Rückstand zum Führenden des Gelben Trikots. Die Favoriten-Gruppe erreichte gemeinsam mit Alaphilippe das Ziel. Der Franzose Romain Bardet übernahm das Gepunktete Trikot. Der Belgier Greg Van Avermaet wurde von der Jury zum kämpferischsten Fahrer der Etappe ernannt. Das Movistar Team wurde wieder Führender in der Mannschaftswertung.

## Zeitbonus
| Zeitbonus am Col du Galibier | Zeitbonus am Col du Galibier |
| Fahrer                       | Zeitbonus                    |
| ---------------------------- | ---------------------------- |
| Nairo Quintana (MOV)         | 8 Sekunden                   |
| Romain Bardet (ALM)          | 5 Sekunden                   |
| Alexei Luzenko (AST)         | 2 Sekunden                   |

| Zeitbonus am Etappenziel | Zeitbonus am Etappenziel |
| Fahrer                   | Zeitbonus                |
| ------------------------ | ------------------------ |
| Nairo Quintana (MOV)     | 10 Sekunden              |
| Romain Bardet (ALM)      | 6 Sekunden               |
| Alexei Luzenko (AST)     | 4 Sekunden               |

## Aufgaben
- Lukas Pöstlberger (BOH): Nicht zur Etappe angetreten
- Søren Kragh Andersen (SUN): Nicht zur Etappe angetreten